# Louis-Isaac Lemaistre de Sacy
Pour les articles homonymes, voir Maistre et Sacy.
Louis-Isaac Lemaistre (ou Lemaître), sieur de Sacy (anagramme d'Isaac ; né à Paris le 29 mars 1613, mort au château de Pomponne le 4 janvier 1684), était un prêtre catholique proche de Port-Royal, un théologien, bibliste et humaniste français. Il est connu par sa traduction de la Bible.

## Biographie
Louis-Isaac Lemaître de Sacy est l'un des cinq fils du huguenot Isaac Le Maistre (mort en 1640) et de Catherine Arnauld, l'une des sœurs d'Angélique Arnauld. Il étudie à l'université de Paris.
Lorsqu'en 1638 ses frères aînés Antoine et Simon renoncent à leurs carrières pour se retirer à Port-Royal, Louis-Isaac les rejoint pour s'occuper d'éducation.
Ordonné prêtre en 1649, il publie en 1650 un recueil de prières, les Heures de Port-Royal où il traduit, sous le pseudonyme de J. Dumont, les hymnes liturgiques, ouvrage qui connaît un grand succès. On lui doit également, en 1662, sous le pseudonyme de Sieur de Beuil, prieur de Saint Val, une traduction de L'imitation de Jésus-Christ,.
Il fait également office de directeur de conscience des résidents de Port-Royal, dont son propre frère ou Blaise Pascal (d'où un Entretien avec M. de Sacy.
Mais les persécutions frappent Port-Royal depuis 1654 (voir Jansénisme). Sacy est emprisonné à la Bastille le 13 mai 1666 et il y restera jusqu'au 14 novembre 1668,.

## Traduction de la Bible

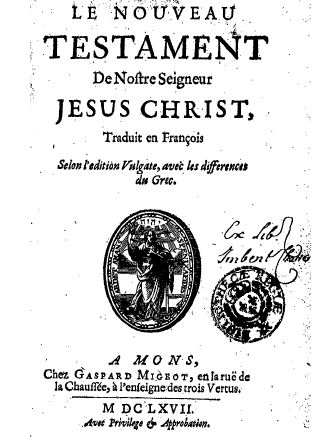
Page de titre du Nouveau Testament publié par Louis-Isaac Lemaistre de Sacy en 1667.

Il devient le maître d'œuvre d'une traduction en langue française de la Bible, dite Bible de Port-Royal ou Bible de Sacy. Après sa libération de la Bastille, il tient compte aussi de l'hébreu et du grec.
À la mort de son frère (1658), Louis-Isaac entreprend donc avec ses amis de Port-Royal, tels que Pascal, Robert Arnauld d'Andilly, Pierre Nicole, Pierre Thomas du Fossé et autres, sa révision et la complète avec les autres livres contenant des textes en grec dans le Nouveau Testament. Cette nouvelle traduction sera publiée, sans nom d'auteur, à Mons en 1667. Elle prendra le nom de Nouveau Testament de Mons.
Elle se présente sous forme de 2 volumes in-octavo, « avec des explications du sens littéral et du sens spirituel, tirées des Saints Pères », et plusieurs exemplaires sont offerts à des personnalités en vue de l'aristocratie.

De 1672 à 1684, date de sa mort, Louis-Isaac Lemaistre de Sacy publie dix livres supplémentaires de la Bible. Utilisant les manuscrits laissés par de Sacy, son disciple, Pierre Thomas du Fossé (1634-1698) poursuivra cette tâche, et en entreprendra la publication, étalée entre 1685 et 1693. 

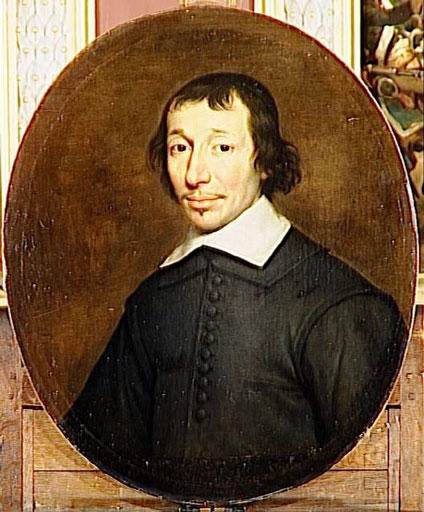
Portrait de Lemaistre de Sacy d'après Philippe de Champaigne.

## Œuvres
- La Vie de Dom Barthélemy des martyrs, religieux de l'ordre de S. Dominique, archevesque de Brague en Portugal. : Tirée de son histoire écrite en espagnol et en portugais par cinq auteurs, dont le premier est le Père Louis de Grenade. Avec son esprit et ses sentiments pris de ses propres escrits. Nouvelle édition., Paris, Pierre Le Petit, 1664 (lire en ligne)
- Sieur de Royaumont, prieur de Sombreval [Isaac-Louis Le Maistre de Sacy], L'Histoire du Vieux et du Nouveau Testament, représentée avec des figures et des explications, Paris, P. Le Petit, 1671 (BNF 40360685, lire en ligne sur Gallica)

### Banques de données, dictionnaires et encyclopédies
- Ressource relative à la religion :   - Dictionnaire de spiritualité
- Ressource relative aux beaux-arts :   - National Gallery of Art
- Notices dans des dictionnaires ou encyclopédies généralistes :   - Biografisch Portaal van Nederland
  - Britannica
  - Deutsche Biographie
  - Enciclopedia De Agostini
  - Treccani
  - Universalis
- Notices d'autorité :   - VIAF
  - ISNI
  - BnF (données)
  - IdRef
  - LCCN
  - GND
  - Italie
  - CiNii
  - Espagne
  - Belgique
  - Pays-Bas
  - Pologne
  - Israël
  - NUKAT
  - Catalogne
  - Vatican
  - Canada
  - Australie
  - WorldCat